# Bethausen
Bethausen is een gemeente in het Roemeense district Timiș en ligt in de regio Banaat in het westen van Roemenië. De gemeente telt 2879 inwoners (2005).

## Geografie
De oppervlakte van Bethausen bedraagt 90,27 km², de bevolkingsdichtheid is 32 inwoners per km².
De gemeente bestaat uit de volgende dorpen: Bethausen, Cladova, Cliciova, Cutina, Leucuşeşti, Nevrincea.

## Demografie
Van de 3044 inwoners in 2002 zijn 2809 Roemenen, 57 Hongaren, 16 Duitsers, 1 Roma en 160 van andere etnische groepen. Op 1 januari 2005 telde de gemeente 2879 inwoners, waarvan 1422 personen mannen zijn en 1457 personen vrouwen. Op 31 december 2004 telde Bethausen 1030 huishoudens.
Onderstaande figuur toont het verloop van het inwoneraantal vanaf 1880.

## Politiek
De burgemeester van Bethausen is Vasile Olariu (PSD). Bethausen heeft een samenwerkingsband met Spaichingen uit Duitsland.

Onderstaande staafgrafiek toont de uitslagen van de gemeenteraadsverkiezingen van 6 juni 2004, naar stemmen per partij. 

## Geschiedenis
Duitse kolonisten uit Zichendorf gaan in 1883 het dorp Bethausen bewonen. Zeven jaar later, in 1890, wordt Bethausen, met zijn 546 inwoners, ingedeeld bij het District van Balinț. In 1896 werd er een postkantoor gebouwd in Bethausen.
De Hongaarse en Duitse namen zijn respectievelijk Bethlenháza en Bethausen of Bethlenhaas.

## Onderwijs
In de gemeente zijn er 6 basisscholen in Bethausen, Cladova, Cliciova, Cutina, Leucușești en Nevrincea en zijn er 6 kinderdagverblijven in Bethausen, Cladova, Cutina, Cliciova, Leucușești en Nevrincea.
Balinț · Banloc · Bara · Bârna · Beba Veche · Becicherecu Mic · Belinț · Bethausen · Biled · Birda · Bogda · Boldur · Brestovăț · Cărpiniș · Cenad · Cenei · Checea · Chevereșu Mare · Comloșu Mare · Coșteiu · Criciova · Curtea · Darova · Denta · Dudeștii Noi · Dudeștii Vechi · Dumbrava · Dumbrăvița · Fibiș · Fârdea · Foeni · Gavojdia · Ghilad · Ghiroda · Ghizela · Giarmata · Giera · Giroc · Giulvăz · Gottlob · Iecea Mare · Jamu Mare · Jebel · Lenauheim · Liebling · Lovrin · Margina · Mașloc · Mănăștiur · Moravița · Moșnița Nouă · Nădrag · Nițchidorf · Ohaba Lungă · Orțișoara · Parța · Pădureni · Peciu Nou · Periam · Pietroasa · Pișchia · Racovița · Remetea Mare · Sacoșu Turcesc · Saravale · Satchinez · Săcălaz · Secaș · Sânandrei · Sânmihaiu Român · Sânpetru Mare · Șag · Şandra · Știuca · Teremia Mare · Tomești · Tomnatic · Topolovățu Mare · Tormac · Traian Vuia · Uivar · Valcani · Variaș · Victor Vlad Delamarina · Voiteg